# Ханка Ордонувна
Ха̀нка Ордону̀вна (на полски: Hanka Ordonówna) е артистичен псевдоним на Ма̀рия Анна Тишкѐвич, с родово име Петрушѝнска (на полски: Maria Anna Tyszkiewicz), полска певица, авторка на текстове за песни, танцьорка и актриса.

## Биография
Мария Анна Петрушинска е родена на 25 септември 1902 година във Варшава, в семейството на Хелена (с родово име Бенковска) и Владислав Петрушински. От 1908 година учи в балетното училище при Големия театър.
През 1918 година дебютира като певица в театър „Сфикс“. Там приема артистичния псевдоним Ханка Ордонувна. В годините 1922 – 1931 е част от популярното кабаре „Qui Pro Quo“. След 1931 година се отдава на самостоятелна кариера като певица. Реализира концерти в цяла Полша, както и задгранични турнета. Същата година се омъжва за граф Михал Тишкевич. Участва като актриса на сцената на Градския театър в Краков. Дебютира в киното. През 1937 година се разболява от туберкулоза.
След началото на Втората световна война Полша е окупирана. През ноември 1939 година Ханка Ордонувна е арестувана от Гестапо, заради протеста и срещу снимането на пропаганден филм за превземането на Варшава. Пребивава в затвора Павляк до февруари 1940 година. Благодарение на контактите на мъжа ѝ е освободена. Настанява се във Вилнюс, по това време в границите на Литва. Там играе на сцената на Полския драматичен театър.
След анексирането на Литва от СССР (1940) Ханка Ордонувна е поканена да концентрира в Москва. Впоследствие властите и предлагат съветско гражданство но тя отказва. В резултат на решението и е арестувана от НКВД и изпратена в совхоз край град Куйбишев. Поради лошите условия за живот туберкулозата се завръща. Като резултат от протокола Шикорски-Майски (1941) е освободена. Заедно с останалите освободени полски пленници напуска СССР. Заема се с организирането на помощ за децата сираци. Успява да достигне до Бомбай, Индия. Там здравословното и състояние се влошава. Заедно с децата за които се грижи е евакуирана в Бейрут, Ливан. Там през 1948 година под псевдонима Вероника Хорт издава книгата „Скитащи деца“ (на полски: Tułacze dzieci), в която описва драматичната съдба на полските деца сираци.
Ханка Ордонувна умира от туберкулаза на 8 септември 1950 година в Бейрут. През 1990 година останките и са пренесени в Полша и препогребани на Алеята на заслужилите на Повонзковското гробище във Варшава.